# Lakin Ogunbanwo
Lakin Ogunbanwo (?) je nigerijský módní fotograf známý také svým výrazem mrzutých vizuálů.

## Životopis
Před nástupem na Buckingham University studoval Ogunbanwo práva na Babcock University. Poté v roce 2012 zahájil kariéru ve fotografii. Celovečerní článek z roku 2015 od Forbes popisuje Ogunbanwa jako „fotografa samouka“. Podle Ogunbanwa, přestože měl vždy vášeň pro fotografování, začal se tomuto umění učit cvičením s fotografiemi svých sester. Poté, co se Ogunbanwo naučil fotografovat na základě svých vědomostí, které sám získal, se rozhodl pro formální studium navštěvováním Spéos Photography Institute v Paříži. Jeho žánr fotografie byl popsán jako dva typy – „odvážná a provokativní fotografie“ a také „módní fotografie“. V rozhovoru pro Vogue Italia o důvodu své volby povolání Ogunbanwo uvedl: „...nevybral jsem si fotografii, fotografie si vybrala mě...“

## Kariéra
Práce Ogunbanwa byly publikovány v mnoha mezinárodních časopisech včetně Billboard, Vogue, GQ, New York Times atd. Profesionálně se také zabýval renomovanou autorkou Chimamandou Ngozi Adichieovou. V publikaci CNN z dubna 2019 byl Ogunbanwo uveden jako jeden ze sedmi předních fotografů v Africe. V rozhovoru pro BellaNaija Ogunbanwo zdůraznil problémy s elektřinou jako největší výzvu pro fotografa. Zlehčoval také názor, že vysoké životní náklady v Africe snižují ocenění profesionálního umění. Vysvětlil, že „umění je o probuzení emocí, aby se lidé spojili“. Byl zařazen mezi 25 nejlepších fotografů British Journal of Photography – objev talentů pro rok 2015.
V květnu 2016 Vogue (časopis) udělal článek o portrétech Ogunbanwa, který zkoumal sociokulturní důsledky nošení klobouku na identitu nigerijského muže. V únoru 2020 se stal prvním umělcem, kterému byl udělen rezidenční program 1-54 současného afrického umění sponzorovaný nadací Thami Mnyele Foundation. snaze zvýšit povědomí o rozmanitosti afrických komunit byl Ogunbanwo představen Collosalem v sérii, kde sdílel portréty nigerijských nevěst a jejich odpovídající oblečení podle jejich etnické skupiny. Spisovatel to ocenil, protože to odporuje západnímu unitárnímu smýšlení o Africe. To bylo také uvedeno kromě jiného na CNN, Creative Boom nebo v magazínu Vogue.

### Vybrané projekty
- Are We Good Enough (2012) - projekt o interpretaci různých klobouků, které se nosí v Nigérii[8]
- E wa Wo Mi (anglický překlad: Come and See Me) - projekt o svatebních šatech různých etnických skupin v Nigérii[8]
- Projekt oceňující štíhlá těla afrických žen[15]